# Isohypsibius arbiter
Isohypsibius arbiter är en djurart som tillhör fylumet trögkrypare, och som beskrevs av Maria Grazia Binda 1980. Isohypsibius arbiter ingår i släktet Isohypsibius och familjen Hypsibiidae. Inga underarter finns listade i Catalogue of Life.